# 33. Tony-gála
A 33. Tony-gála az 1978/1979-es szezon legjobb Broadway színházi alakításait értékelte. A díjátadót 1979. június 3-án tartották a New York-i Shubert Theatreben, a műsor házigazdái Jane Alexander, Henry Fonda és Liv Ullmann voltak. A gálát az CBS televízióadó közvetítette élőben.

## Győztesek és jelöltek
A nyertesek félkövérrel jelölve.
| Legjobb színdarab | Legjobb musical |
| --- | --- |
| - Az elefántember – Bernard Pomerance - Hálószobakomédia – Alan Ayckbourn - Mégis, kinek az élete? – Brian Clark - Szárnyak – Arthur Kopit                                                      | - Sweeney Todd - Ballroom - Pipifarm - Kapj el! |
| Legjobb szövegkönyv musicalben | Legjobb eredeti zene |
| - Hugh Wheeler – Sweeney Todd - Jerome Kass – Ballroom - Larry L. King, Peter Masterson – Pipifarm - Neil Simon – Kapj el!                                                                      | - Sweeney Todd – Stephen Sondheim (zene és dalszöveg) - Carmelina – Burton Lane (zene), Alan Jay Lerner (dalszöveg) - Eubie! – Eubie Blake (zene), Noble Sissle, Andy Razaf, F. E. Miller, Johnny Brandon, Jim Europe (dalszöveg) - The Grand Tour – Jerry Herman (zene és dalszöveg) |
| Legjobb férfi főszereplő színdarabban | Legjobb női főszereplő színdarabban |
| - Tom Conti – Mégis, kinek az élete? (Ken Harrison) - Philip Anglim – Az elefántember (John Merrick) - Jack Lemmon – Jutalomjáték (Scottie Templeton) - Alec McCowen – St. Mark's Gospel (Mark) | - Constance Cummings – Szárnyak (Emily Stilson) - Carole Shelley – Az elefántember (Madge Kendal) - Jane Alexander – First Monday in October (Ruth Loomis) - Frances Sternhagen – Az aranytó (Ethel Thayer)                                                                           |
| Legjobb férfi főszereplő musicalben | Legjobb női főszereplő musicalben |
| - Len Cariou – Sweeney Todd (Sweeney Todd) - Vincent Gardenia – Ballroom (Alfred Rossi) - Joel Grey – The Grand Tour (S. L. Jacobowsky) - Robert Klein – Kapj el! (Vernon Gersch)               | - Angela Lansbury – Sweeney Todd (Mrs. Lovett) - Tovah Feldshuh – Saravá (Flor) - Dorothy Loudon – Ballroom (Bea Asher) - Alexis Smith – Platinum (Lila Halliday) |
| Legjobb férfi mellékszereplő színdarabban | Legjobb női mellékszereplő színdarabban |
| - Michael Gough – Hálószobakomédia (Ernest) - Bob Balaban – A revizor (Óssip - Joseph Maher – Spokesong (A trükkös kerékpáros) - Edward James Olmos – Zoot Suit (El Pachuco)                    | - Joan Hickson – Hálószobakomédia (Delia) - Laurie Kennedy – Ember és felsőbbrendű ember (Violet Robinson) - Susan Littler – Hálószobakomédia (Kate) - Mary-Joan Negro – Szárnyak (Amy)                                                                                               |
| Legjobb férfi mellékszereplő musicalben | Legjobb női mellékszereplő musicalben |
| - Henderson Forsythe – Pipifarm (Ed Earl Dodd) - Richard Cox – Platinum (Dan Danger) - Gregory Hines – Eubie! (Előadó) - Ron Holgate – The Grand Tour (Tadeusz Boleslav Stjerbinsky)            | - Carlin Glynn – Pipifarm (Mona Stangley) - Joan Ellis – Pipifarm (Shy) - Millicent Martin – King of Hearts (Madame Madeleine) - Maxine Sullivan – My Old Friends (Mrs. Cooper) |
| Legjobb színdarabrendező | Legjobb musicalrendező |
| - Jack Hofsiss – Az elefántember - Alan Ayckbourn, Peter Hall – Hálószobakomédia - Paul Giovanni – The Crucifer of Blood - Michael Lindsay-Hogg – Mégis, kinek az élete?                        | - Harold Prince – Sweeney Todd - Michael Bennett – Ballroom - Peter Masterson, Tommy Tune – Pipifarm - Robert Moore – Kapj el! |
| Legjobb koreográfia | Legjobb díszlettervezés |
| - Michael Bennett, Bob Avian – Ballroom - Henry LeTang, Billy Wilson – Eubie! - Dan Siretta – Whoopee! - Tommy Tune – Pipifarm                                                                  | - Eugene Lee – Sweeney Todd - Karl Eigsti – Knockout - David Jenkins – Az elefántember - John Wulp – The Crucifer of Blood |
| Legjobb jelmeztervezés | Legjobb látványtervezés |
| - Franne Lee – Sweeney Todd - Theoni V. Aldredge – Ballroom - Ann Roth – The Crucifer of Blood - Julie Weiss – Az elefántember                                                                  | - Roger Morgan – The Crucifer of Blood - Ken Billington – Sweeney Todd - Beverly Emmons – Az elefántember - Tharon Musser – Ballroom |

### Különdíjak
- Lawrence Langner-életműdíj: Richard Rodgers
- A legjobb körzeti színház: American Conservatory Theater, San Francisco, California
- Henry Fonda
- Walter F. Diehl (Theatrical Stage Employees and Moving Picture Operators)
- Eugene O'Neill Memorial Theatre Center, Waterford, Connecticut

## Előadott számok
- Ballroom ("Fifty Percent" - Dorothy Loudon)
- Pipifarm ("The Aggie Song")
- Eubie! ("Hot Feet" - Gregory Hines)
- I Remember Mama ("A Little Bit More" - Liv Ullmann, George Hearn)
- Sweeney Todd ("The Worst Pies in London" - Angela Lansbury)
- Kapj el! ("They're Playing Our Song" - Robert Klein, Lucie Arnaz)

## Műsorvezetők
A gálán az alábbi műsorvezetők működtek közre:
- Tom Bosley
- Barry Bostwick
- Ellen Burstyn
- Georgia Engel
- Jane Fonda
- Celeste Holm
- John Houseman
- Barnard Hughes
- Angela Lansbury
- Ron Leibman
- Jack Lemmon
- Hal Linden
- Jean Marsh
- Al Pacino
- Dick Van Dyke

## Fordítás
- Ez a szócikk részben vagy egészben  a(z)   33rd Tony Awards című angol Wikipédia-szócikk fordításán alapul.  Az eredeti cikk szerkesztőit annak laptörténete sorolja fel. Ez a jelzés csupán a megfogalmazás eredetét és a szerzői jogokat jelzi, nem szolgál a cikkben szereplő információk forrásmegjelöléseként.